# Hermann Armin von Kern

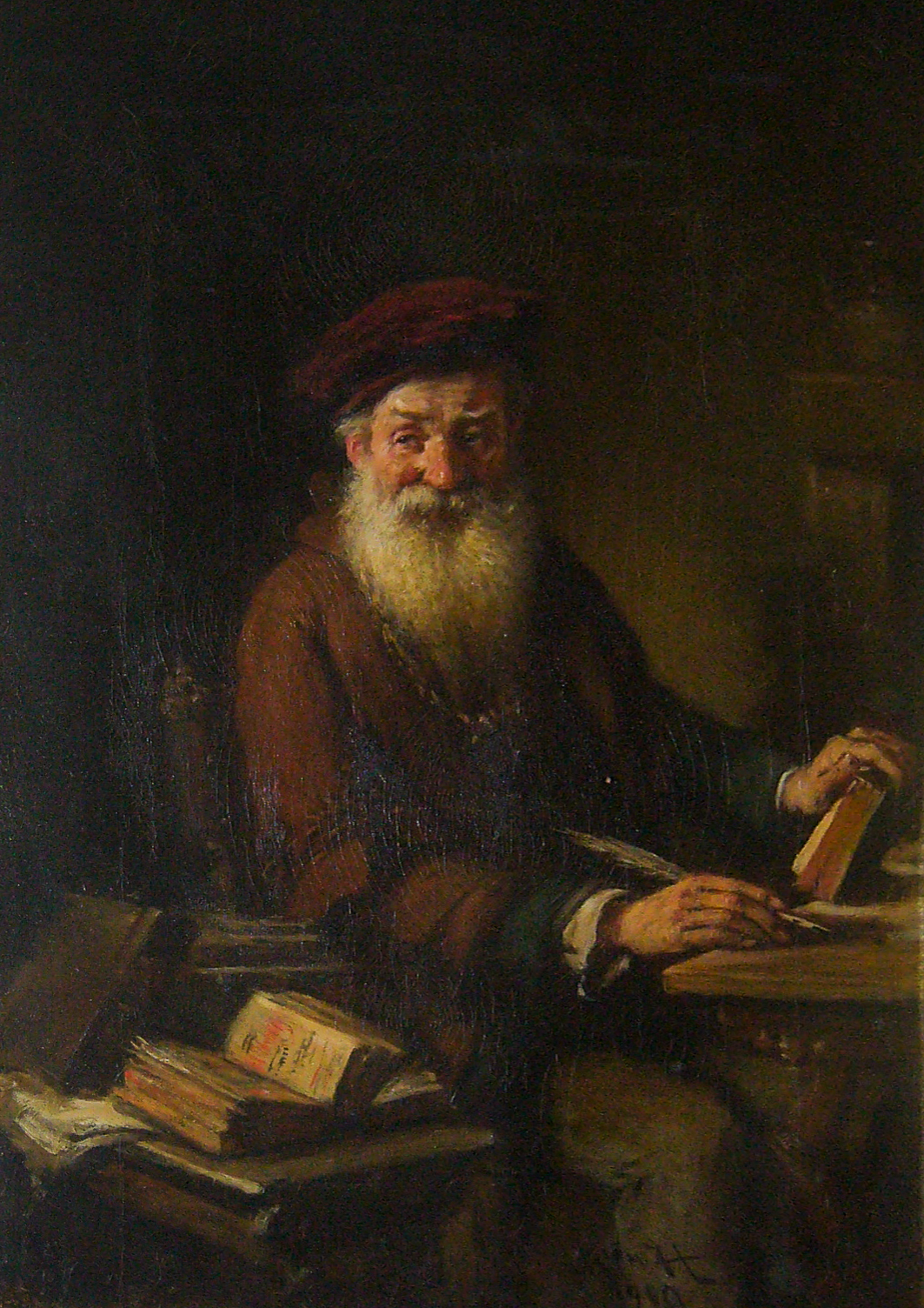
Hermann (Armin) von Kern: Selbstporträt

Hermann (Armin) von Kern (* 14. März 1838 in Liptoujvar (ehemals Ungarn, heute Liptovský Hrádok, Slowakei); † 18. Jänner 1912 in Maria Enzersdorf in Niederösterreich) war ein österreichischer akademischer Maler.

## Leben
Hermann von Kern, dessen Familie aus Deutschland nach Ungarn eingewandert war, wurde als Sohn des ungarischen Kameralarztes Benjamin Kern in Hradek in Oberungarn geboren. Sein außergewöhnliches Talent wurde schon sehr früh erkannt und deswegen schickte ihn sein Vater zu Theo Böhm nach Budapest. Weiters war er bei Klemens in Prag. Dann ging er zu Carl Rahl nach Wien an die Akademie der bildenden Künste. Im Jahr 1867 wurde er auf Veranlassung des damaligen Kultusministers Baron Bötvös, der sein herausragendes Talent erkannt hatte, nach Düsseldorf geschickt. Vor 1870 war er dort als Stipendist der ungarischen Regierung zur vollständigen Ausbildung seines Studiums. Von Düsseldorf übersiedelte er nach München und arbeitete dort mit seinen Freunden Defregger und Kaulbach unter Piloty. Nach Budapest zurückgekehrt war er als Porträtist und Genremaler tätig. Im Jahr 1876 übersiedelte der Künstler mit seiner Familie (10 Kinder) nach Wien und widmete sich der Genremalerei. Anfangs galt seine Vorliebe den Zigeunertypen, später spezialisierte er sich auf humorvolle Biedermeierszenen und Bauerntypen. 1903, im Alter von 64 Jahren, verließ er Wien und verbrachte seine letzten Lebensjahre, sich weiterhin seinem künstlerischen Schaffen und seiner Familie widmend, auf dem Lande in Maria Enzersdorf.    
Seine Tochter Pauline von Kern, akademische Malerin (1878–1939), war ebenfalls eine bekannte österreichische Künstlerin. Sie malte hauptsächlich Landschaften (Wienerwaldszenen) und Porträts.
Der slowakische Maler und Restaurator Peter Július Kern war von Kerns Neffe.

## Werke (Auswahl)

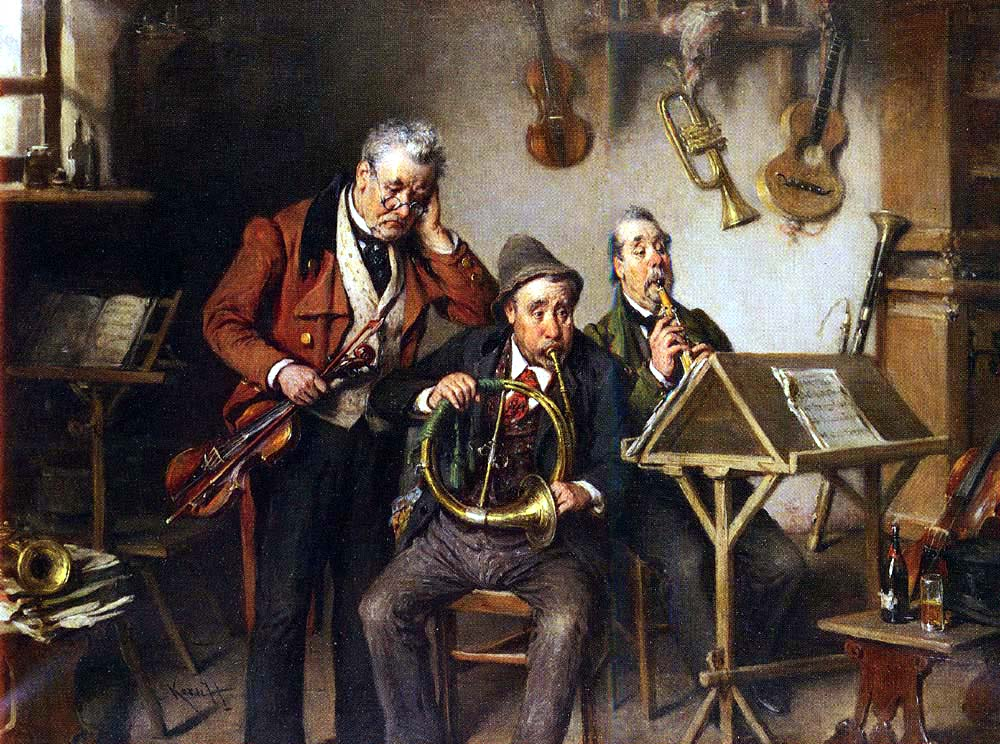
Hermann (Armin) von Kern: Ein falscher Ton

- Deckengemälde von Szedegin (Stadttheater), 1885
- Die Politiker von Laab (1881 von Kaiser Franz Joseph I. angekauft)
- Der Botaniker
- Ungarische Hirten in der Kneipe
- Hochwürden zu Gast
- Der durstige Geigenspieler
- Der Maler vor der Staffelei